# 竹松站
竹松站（日语：／ Takematsu eki */?）是位於長崎縣大村市竹松本町531番，九州旅客鐵道（JR九州）的大村線車站。
此站是大村線中唯一的中途總站，現時有區間班次由本站開出、南下至諫早或長崎。「Sea Side Liner」亦為全列車停站。

## 車站構造

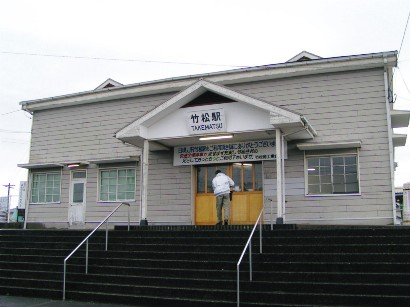
舊車站大樓（2005年3月）

車站是一座地面車站，設有2面2線的相對式月台。兩月台上設有站內平交道（設有遮斷機）連接。
車站大樓位於1號月台側，從車站出入口進行大樓後轉右即可到達1號月台（諫早方向），通過站內平交道後轉左即可到達2號月台（早岐方向）。因此實際上月台結構為千鳥式月台。兩月台上均設有長20米的鐵製上蓋。在2008年3月尾，翻新車站大樓工程完成。兩月台均比較狹窄。
此站是業務委託車站，委托JR九州鐵道營業負責車站業務。此站沒有MARS系，只有POS終端。此站往諫早、長與、長崎方向的車站可以使用SUGOCA，但是早岐方向的車站不可使用。

### 月台
| 月台 | 路線    | 上下行 | 方向                 | 備註                          |
| ---- | ------- | ------ | -------------------- | ----------------------------- |
| 1    | ■大村線 | 上行   | 豪斯登堡、佐世保方向 |                               |
| 2    | ■大村線 | 下行   | 諫早、長崎方向       | 從此站出發的車站使用1號月台。 |

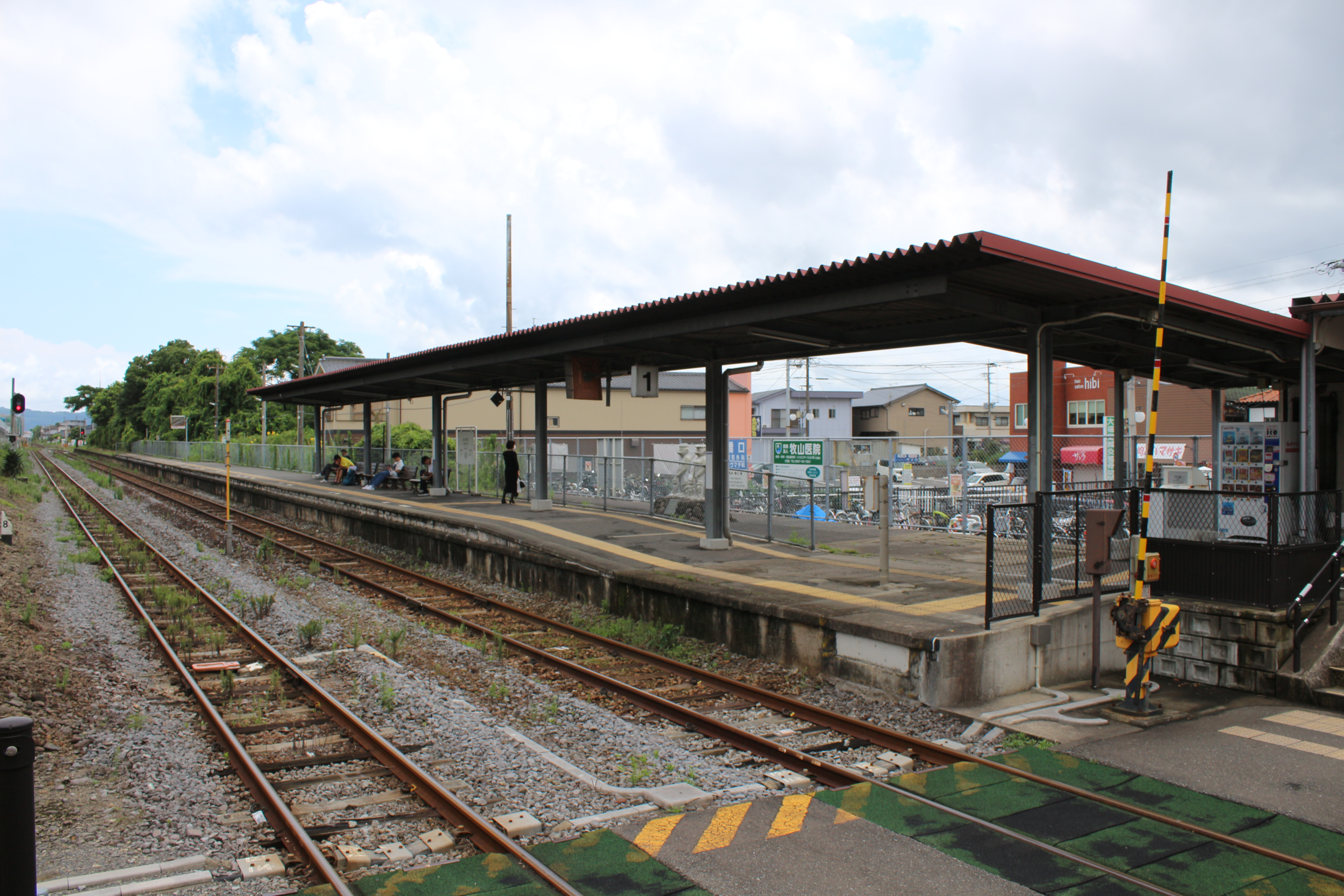
1號月台
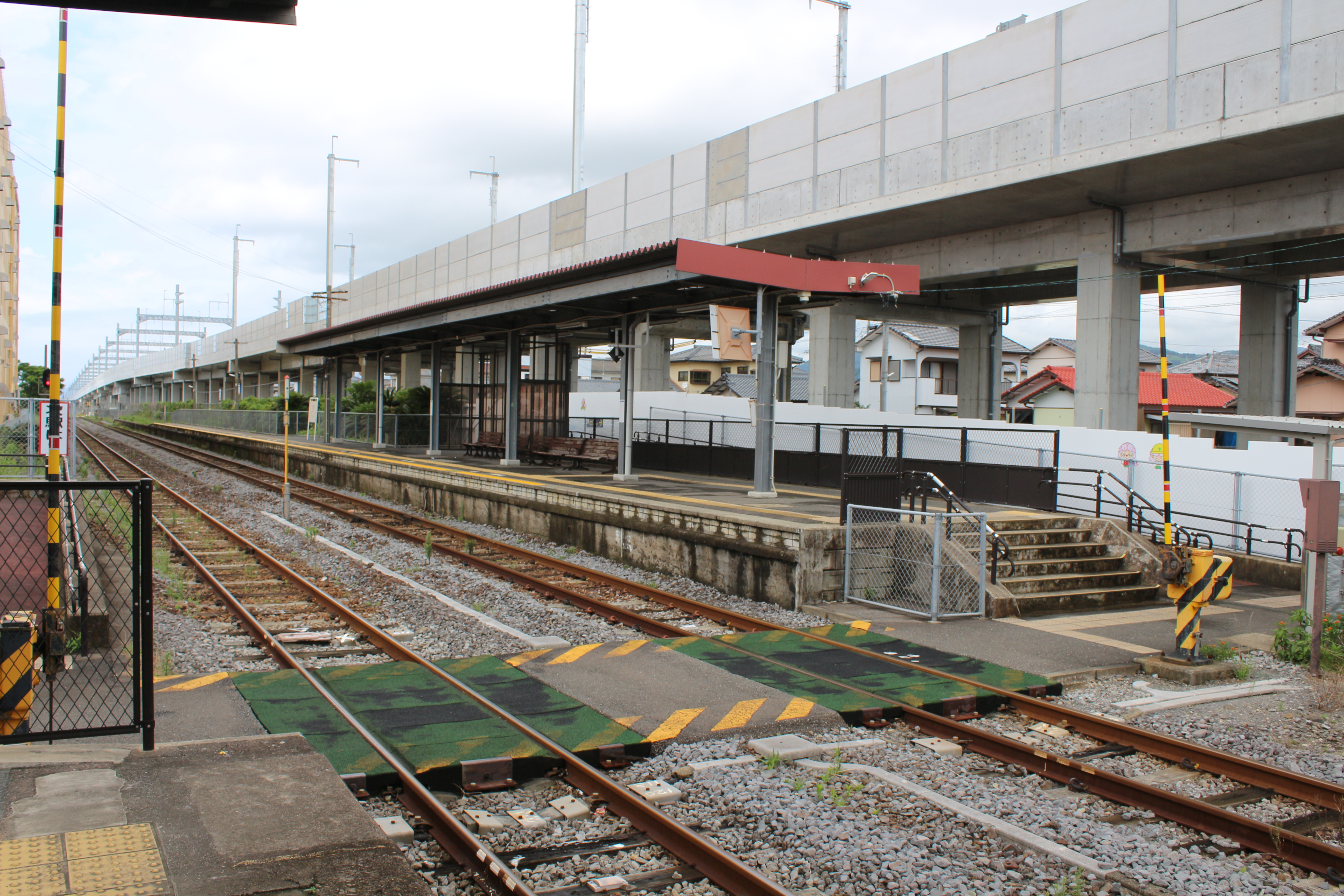
2號月台

## 歷史
- 1922年5月25日：鐵道省開設此站。
- 1945年7月30日：美國空軍進行空襲，使此站第一代車站大樓被炸毀。
- 1984年2月：結束貨物起卸業務[1]。在數年後，車站大樓部分事務所被拆毀[1]。
- 1987年4月1日：伴隨國鐵分割民營化，車站由九州旅客鐵道（JR九州）營運[2]。
- 2008年3月：翻新車站大樓[1]。
- 2012年12月1日： 包括此站之內，於長崎地區19個車站引入了SUGOCA[3]。

此站曾經設有前往第二十一海軍航空廠的引込線

## 使用狀況
現時1日平均乘車人次如下：
| 乘車人次變化 | 乘車人次變化 |
| 年度         | 1日平均人次  |
| ------------ | ------------ |
| 2000         | 711          |
| 2001         | 843          |
| 2002         | 931          |
| 2003         | 1,007        |
| 2004         | 1,020        |
| 2005         | 1,051        |
| 2006         | 1,100        |
|              |              |
| 2010         | 1,223        |
|              |              |
| 2016         | 1,254        |
| 2017         | 1,256        |
| 2018         | 1,228        |
| 2019         | 1,183        |
| 2020         | 945          |
| 2021         | 978          |
| 2022         | 936          |

## 相鄰車站
九州旅客鐵道（JR九州）
■大村線
■快速「Sea Side Liner」
彼杵－竹松－新大村
■區間快速「Sea Side Liner」
大村車輛基地－竹松－新大村
■普通
大村車輛基地－竹松－新大村

## 外部連結
- JR九州竹松站 （页面存档备份，存于）（日語）